# Дрокійський район
Дрокійський район або Дрокія (рум. Drochia) — район у північній Молдові. Адміністративний центр — Дрокія.
Межує з Дондушенським районом на північному заході та півночі, Сороцьким районом на північному сході, Флорештським та Синжерейським районами на південному сході, а також із Ришканським районом на півдні та заході.
Національний склад населення згідно з Переписом населення Молдови 2004 та 2014 років.
| етнічна група     | 2004           | 2004      | 2014           | 2014      |
| етнічна група     | кількість осіб | Частка, % | кількість осіб | Частка, % |
| ----------------- | -------------- | --------- | -------------- | --------- |
| молдовани/румуни  | 75 044         | 86,17     | 66 162         | 88,88     |
| українці          | 9 849          | 11,31     | 6 464          | 8,68      |
| росіяни           | 1 641          | 1,88      | 1 178          | 1,58      |
| цигани            | 272            | 0,31      | 288            | 0,39      |
| ґаґаузи           | 44             | 0,05      | 44             | 0,06      |
| болгари           | 33             | 0,04      | 34             | 0,05      |
| євреї             | 14             | 0,02      | ...            | ...       |
| поляки            | 10             | 0,01      | ...            | ...       |
| інші / не вказали | 185            | 0,21      | 273            | 0,36      |
| Всього            | 87 092         | 100       | 74 443         | 100       |

Повсякденна мова мешканців району (2014):
|                      | кількість осіб | Частка, % |
| -------------------- | -------------- | --------- |
| молдовська/румунська | 63 646         | 85,50     |
| російська            | 5 675          | 7,62      |
| українська           | 4 407          | 5,92      |
| інші                 | 138            | 0,19      |
| не вказали           | 577            | 0,77      |
| всього               | 74 443         | 100       |